# Nicky Weaver
Nicky Weaver (Sheffield, 2 marzo 1979) è un ex calciatore inglese, di ruolo portiere.

## Carriera

### Club
Ha giocato sia nella prima divisione inglese sia in quella scozzese.

### Nazionale
Ha partecipato agli Europei Under-21 del 2000.

## Palmarès

### Club

#### Competizioni nazionali
- Campionato inglese di seconda divisione: 1

Manchester City: 2001-2002
- Coppa di Lega scozzese: 1

Aberdeen: 2013-2014